# Gunpo
Gunpo ist eine Stadt in der Provinz Gyeonggi-do in Südkorea. Sie ist Teil von Sudogwon. Die Hansei University ist in der Stadt beheimatet.
Gunpo liegt an der Linie 1 der U-Bahn Seouls, welche sie mit Seoul und Cheonan verbindet. Auch die Linie 4 läuft durch die Stadt und kreuzt die Linie eins bei der Geumjeong Station.  Außerdem liegt die Stadt am Gyeongbu Expressway, welcher Seoul mit Busan verbindet.

## Gliederung
Gunpo ist in elf dong unterteilt.
- Daeya-dong (대야동)
- Geumjeong-dong (금정동)
- Gumnae-dong (궁내동)
- Gunpo 1-dong (군포1동)
- Gunpo 2-dong (군포2동)
- Gwangjeong-dong (광정동)
- Jaegun-dong (재궁동)
- Ogeum-dong (오금동)
- Sanbon 1-dong (산본1동)
- Sanbon 2-dong (산본2동)
- Suri-dong (수리동)